# Jean-Louis Debré

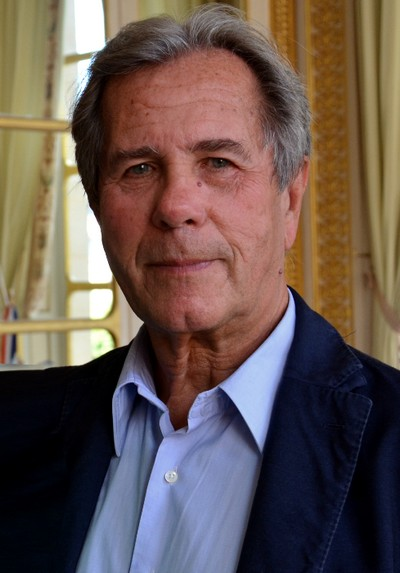
Jean-Louis Debré

Jean-Louis Debré (Toulouse, 30 september 1944 – 4 maart 2025) was een Frans staatsman, voorzitter van de Assemblée Nationale en voorzitter van de Conseil d'État.

## Levensloop
Jean-Louis Debré is een zoon van eerste minister Michel Debré en is de broer van Bernard Debré, arts, volksvertegenwoordiger en minister. Twee andere broers zijn: Vincent Debré (°1939), zakenman, en François Debré (°1942), journalist. Hij is de kleinzoon van de pionier van de kindergeneeskunde Robert Debré en de achterkleinzoon van de opperrabijn Simon Debré (1854-1939).
Hij trouwde met Anne-Marie Debré († 21 juli 2007) en ze kregen drie kinderen.
Ook al beletten gezondheidsproblemen hem om het baccalaureaat af te leggen, promoveerde hij toch tot licentiaat in de rechten. Hij werd doctor in de rechten met een proefschrift gewijd aan Idées constitutionnelles du général de Gaulle. Hij behaalde ook diploma's in publiek recht en in politieke wetenschappen.
Van 1971 tot 1975 was hij assistent aan de faculteit rechten in Parijs. Vanaf 1973 begon zijn politieke loopbaan:
- adviseur bij de minister van Landbouw (1973),
- adviseur bij de minister van Binnenlandse Zaken Jacques Chirac (1974),
- adviseur en vervolgens kabinetschef bij eerste minister Jacques Chirac (1978-1979).

In de jaren 1980 was hij magistraat en onderzoeksrechter.
Debré overleed op 4 maart op 80-jarige leeftijd.

## Politiek
In 1986 werd Debré verkozen tot volksvertegenwoordiger.
Hij werd in 1989 ook verkozen tot gemeenteraadslid in Évreux, en bleef dit tot in 1995. In 1995 werd hij verkozen tot gemeenteraadslid in Parijs en werd adjoint au maire in de hoofdstad.
Hij werd minister voor Binnenlandse Zaken in de regering-Juppé. In 1996 wees hij 300 illegalen uit. De meesten verbleven al langere tijd in Frankrijk en werden in de praktijk niet uitgewezen. Ook een nieuwe wetgeving op de illegalen die hij invoerde, leidde niet tot veel meer uitwijzingen.
Na de verkiezingen van 1997, gewonnen door de linkse partijen, werd hij in 2001 maire van Évreux. In het parlement was hij voorzitter van de oppositie voerende RPR-groep.
In 2002 werd hij herkozen als parlementslid en van 2002 tot 2007 was hij voorzitter van het parlement.
In februari 2007 werd hij benoemd tot voorzitter van het Grondwettelijk Hof en oefende dit mandaat uit tot in maart 2016.
Hij werd vervolgens voorzitter van de Hoge Raad voor de archieven.
In september 2016 werd hij actief als chroniqueur op radio en tv.
Hij steunde Alain Juppé bij de voorverkiezingen in de schoot van de UMP in het vooruitzicht van de presidentsverkiezingen. Vervolgens steunde hij Emmanuel Macron.
Jean-Louis Debré was steeds een vertrouweling van Jacques Chirac. Het belette hem niet om bij herhaling tegengestelde standpunten in te nemen.

## Publicaties
- Les idées constitutionnelles du général de Gaulle, Librairie générale de droit et de jurisprudence, Parijs, 1974, ISBN 2-275-01303-2.
- (samen met Michel Debré) Le Pouvoir politique, Seghers, Parijs, 1976.
- Le Gaullisme, Plon, Parijs, 1977, ISBN 2-259-00330-3.
- La Justice au XIXe siècle. 2 volumes.
  - Volume 1 : Les Magistrats, Perrin, Parijs, 1981, ISBN 2-262-00215-0.
  - Volume 2 : Les Républiques des avocats, Perrin, Paris, 1984.
- Le Curieux, politieroman, Parijs, 1986, ISBN 2-86391-199-6.
- En mon for intérieur, Jean-Claude Lattès, Parijs, 1997, ISBN 2-7096-1803-6.
- Pièges, roman, Robert Laffont, Parijs, 1998, ISBN 2-221-08814-X.
- Le gaullisme n'est pas une nostalgie, essay, Robert Laffont, Parijs, 1999, ISBN 2-221-09015-2.
- Quand les brochets font courir les carpes, roman, Fayard, Parijs, 2008, ISBN 978-2-213-63578-1.
- Les Oubliés de la République, Fayard, Parijs, 2008, ISBN 978-2-213-63709-9.
- Dynasties républicaines, éditions Fayard, Paris, april 2009, ISBN 978-2-213-64339-7.
- Meurtre à l'Assemblée, roman, Fayard, Parijs, 2009, ISBN 978-2-213-64284-0.
- Regard de femme, roman, Fayard, Parijs, 2010.
- Jeux de haine, Fayard, Parijs, 2011, ISBN 978-2-213-66203-9.
- Françaises, français, ces discours qui ont marqué la Cinquième République, L'Archipel, 2013.
- Ces femmes qui ont réveillé la France, Points, 2014.
- Le Monde selon Chirac, Tallandier, Parijs, ISBN 979-102100866-3.
- Ce que je ne pouvais pas dire, Robert Laffont, Parijs, 2016.
- Dictionnaire amoureux de la République, Plon, Parijs, 2017.